# Císařovna Chang (Ťing-tchaj)
Císařovna Chang (čínsky v českém přepisu Chang chuang-chou, pchin-jinem Háng huánghòu, znaky 杭皇后; 1427–1507), posmrtným jménem císařovna Su-siao (čínsky v českém přepisu Su-siao chuang-chou, pchin-jinem Sùxiào huánghòu, znaky zjednodušené 肃孝皇后, tradiční 肅孝皇后), příjmením Chang (čínsky pchin-jinem Háng, znaky 杭) byla mingská císařovna, manželka Ťing-tchaje, císaře čínské říše Ming.

## Život
Paní Chang bylo jednou z konkubín Ťing-tchaje. Roku 1449 byl Ťing-tchajův starší bratr císař Jing-cung v bitvě poražen a zajat Mongoly, v nastalé politické krizi Ťing-tchaj nastoupil na jeho místo. Paní Chang povýšil na urozenou dámu (kuej-fej).
S císařovnou Wang měl Ťing-tchaj pouze jednu či dvě dcery, s paní Chang svého jediného syna, Ču Ťien-ťiho. Rozhodl se ho jmenovat svým následníkem (od roku 1449 byl korunním princem nejstarší syn Jing-cunga). V květnu 1452, dosavadního následníka jmenoval knížetem z I a Ču Ťien-ťiho korunním princem. Císařovnu Wang týž den sesadil. Novou císařovnou jmenoval následníkovu matku, paní Chang.
Ču Ťien-ťi zemřel už následujícího roku 1453, císařovna Chang o tři roky později, roku 1456.